# 15. etape af Giro d'Italia 2021
15. etape af Giro d'Italia 2021 er en 145 km lang kuperet etape, som køres den 23. maj 2021 med start i Grado og mål på Gorizia.

## Resultater

### Etaperesultat
| \| Etaperesultat \| Etaperesultat \| Etaperesultat \| Etaperesultat \| Etaperesultat \| \| Rytter \| Rytter \| Hold \| Tid \| \| \| ------------- \| ------------------ \| ---------------------------------- \| ------------- \| ------------- \| \| 1. \| Victor Campenaerts \| Qhubeka Assos \| 3t 25' 25" \| \| \| 2. \| Oscar Riesebeek \| Alpecin-Fenix \| + 0" \| \| \| 3. \| Nikias Arndt \| Team DSM \| + 7" \| \| \| 4. \| Simone Consonni \| Cofidis \| + 7" \| \| \| 5. \| Quinten Hermans \| Intermarché-Wanty-Gobert Matériaux \| + 7" \| \| \| 6. \| Dario Cataldo \| Movistar Team \| + 7" \| \| \| 7. \| Bauke Mollema \| Trek-Segafredo \| + 9" \| \| \| 8. \| Albert Torres \| Movistar Team \| + 44" \| \| \| 9. \| Sebastián Molano \| UAE Team Emirates \| + 1' 02" \| \| \| 10. \| Max Walscheid \| Qhubeka Assos \| + 1' 02" \| \| |                    |                                    |            |
| |                    |                                    |            |
| Kilde: ProCyclingStats |                    |                                    |            |
| Etaperesultat |                    |                                    |            |
| Rytter | Rytter             | Hold                               | Tid        |
| 1. | Victor Campenaerts | Qhubeka Assos                      | 3t 25' 25" |
| 2. | Oscar Riesebeek    | Alpecin-Fenix                      | + 0"       |
| 3. | Nikias Arndt       | Team DSM                           | + 7"       |
| 4. | Simone Consonni    | Cofidis                            | + 7"       |
| 5. | Quinten Hermans    | Intermarché-Wanty-Gobert Matériaux | + 7"       |
| 6. | Dario Cataldo      | Movistar Team                      | + 7"       |
| 7. | Bauke Mollema      | Trek-Segafredo                     | + 9"       |
| 8. | Albert Torres      | Movistar Team                      | + 44"      |
| 9. | Sebastián Molano   | UAE Team Emirates                  | + 1' 02"   |
| 10. | Max Walscheid      | Qhubeka Assos                      | + 1' 02"   |

### Klassement efter etapen
| \| Samlede stilling \| Samlede stilling \| Samlede stilling \| Samlede stilling \| Samlede stilling \| \| Rytter \| Rytter \| Hold \| Tid \| \| \| ---------------- \| ---------------- \| --------------------- \| ---------------- \| ---------------- \| \| 1. \| Egan Bernal \| Ineos Grenadiers \| 62t 13' 33" \| \| \| 2. \| Simon Yates \| BikeExchange \| + 1' 33" \| \| \| 3. \| Damiano Caruso \| Bahrain Victorious \| + 1' 51" \| \| \| 4. \| Aleksandr Vlasov \| Astana-Premier Tech \| + 1' 57" \| \| \| 5. \| Hugh Carthy \| EF Education-Nippo \| + 2' 11" \| \| \| 6. \| Giulio Ciccone \| Trek-Segafredo \| + 3' 03" \| \| \| 7. \| Remco Evenepoel \| Deceuninck-Quick Step \| + 3' 52" \| \| \| 8. \| Daniel Martínez \| Ineos Grenadiers \| + 3' 54" \| \| \| 9. \| Romain Bardet \| Team DSM \| + 4' 31" \| \| \| 10. \| Tobias Foss \| Jumbo-Visma \| + 5' 37" \| \| |                  |                       |             |
| |                  |                       |             |
| Kilde: ProCyclingStats |                  |                       |             |
| Samlede stilling |                  |                       |             |
| Rytter | Rytter           | Hold                  | Tid         |
| 1. | Egan Bernal      | Ineos Grenadiers      | 62t 13' 33" |
| 2. | Simon Yates      | BikeExchange          | + 1' 33"    |
| 3. | Damiano Caruso   | Bahrain Victorious    | + 1' 51"    |
| 4. | Aleksandr Vlasov | Astana-Premier Tech   | + 1' 57"    |
| 5. | Hugh Carthy      | EF Education-Nippo    | + 2' 11"    |
| 6. | Giulio Ciccone   | Trek-Segafredo        | + 3' 03"    |
| 7. | Remco Evenepoel  | Deceuninck-Quick Step | + 3' 52"    |
| 8. | Daniel Martínez  | Ineos Grenadiers      | + 3' 54"    |
| 9. | Romain Bardet    | Team DSM              | + 4' 31"    |
| 10. | Tobias Foss      | Jumbo-Visma           | + 5' 37"    |

| Pointkonkurrence | Pointkonkurrence  | Pointkonkurrence                   | Pointkonkurrence | Pointkonkurrence |
| Rytter           | Rytter            | Hold                               | Point            |                  |
| ---------------- | ----------------- | ---------------------------------- | ---------------- | ---------------- |
| 1.               | Peter Sagan       | Bora-Hansgrohe                     | 135 point        |                  |
| 2.               | Davide Cimolai    | Israel Start-Up Nation             | 113 point        |                  |
| 3.               | Fernando Gaviria  | UAE Team Emirates                  | 110 point        |                  |
| 4.               | Elia Viviani      | Cofidis                            | 86 point         |                  |
| 5.               | Dries De Bondt    | Alpecin-Fenix                      | 51 point         |                  |
| 6.               | Edoardo Affini    | Jumbo-Visma                        | 50 point         |                  |
| 7.               | Umberto Marengo   | Bardiani CSF Faizanè               | 45 point         |                  |
| 8.               | Matteo Moschetti  | Trek-Segafredo                     | 44 point         |                  |
| 9.               | Francesco Gavazzi | Eolo-Kometa                        | 42 point         |                  |
| 10.              | Andrea Pasqualon  | Intermarché-Wanty-Gobert Matériaux | 41 point         |                  |

| Pointkonkurrence | Pointkonkurrence  | Pointkonkurrence                   | Pointkonkurrence | Pointkonkurrence |
| Rytter           | Rytter            | Hold                               | Point            |                  |
| ---------------- | ----------------- | ---------------------------------- | ---------------- | ---------------- |
| 1.               | Peter Sagan       | Bora-Hansgrohe                     | 135 point        |                  |
| 2.               | Davide Cimolai    | Israel Start-Up Nation             | 113 point        |                  |
| 3.               | Fernando Gaviria  | UAE Team Emirates                  | 110 point        |                  |
| 4.               | Elia Viviani      | Cofidis                            | 86 point         |                  |
| 5.               | Dries De Bondt    | Alpecin-Fenix                      | 51 point         |                  |
| 6.               | Edoardo Affini    | Jumbo-Visma                        | 50 point         |                  |
| 7.               | Umberto Marengo   | Bardiani CSF Faizanè               | 45 point         |                  |
| 8.               | Matteo Moschetti  | Trek-Segafredo                     | 44 point         |                  |
| 9.               | Francesco Gavazzi | Eolo-Kometa                        | 42 point         |                  |
| 10.              | Andrea Pasqualon  | Intermarché-Wanty-Gobert Matériaux | 41 point         |                  |

| Bjergkonkurrence | Bjergkonkurrence  | Bjergkonkurrence  | Bjergkonkurrence | Bjergkonkurrence |
| Rytter           | Rytter            | Hold              | Point            |                  |
| ---------------- | ----------------- | ----------------- | ---------------- | ---------------- |
| 1.               | Geoffrey Bouchard | AG2R Citroën Team | 96 point         |                  |
| 2.               | Egan Bernal       | Ineos Grenadiers  | 57 point         |                  |
| 3.               | Bauke Mollema     | Trek-Segafredo    | 53 point         |                  |
| 4.               | Lorenzo Fortunato | Eolo-Kometa       | 40 point         |                  |
| 5.               | Dries De Bondt    | Alpecin-Fenix     | 30 point         |                  |
| 6.               | Kobe Goossens     | Lotto-Soudal      | 26 point         |                  |
| 7.               | Giulio Ciccone    | Trek-Segafredo    | 20 point         |                  |
| 8.               | Francesco Gavazzi | Eolo-Kometa       | 17 point         |                  |
| 9.               | Alessandro Covi   | UAE Team Emirates | 17 point         |                  |
| 10.              | Vincenzo Albanese | Eolo-Kometa       | 16 point         |                  |

| Bjergkonkurrence | Bjergkonkurrence  | Bjergkonkurrence  | Bjergkonkurrence | Bjergkonkurrence |
| Rytter           | Rytter            | Hold              | Point            |                  |
| ---------------- | ----------------- | ----------------- | ---------------- | ---------------- |
| 1.               | Geoffrey Bouchard | AG2R Citroën Team | 96 point         |                  |
| 2.               | Egan Bernal       | Ineos Grenadiers  | 57 point         |                  |
| 3.               | Bauke Mollema     | Trek-Segafredo    | 53 point         |                  |
| 4.               | Lorenzo Fortunato | Eolo-Kometa       | 40 point         |                  |
| 5.               | Dries De Bondt    | Alpecin-Fenix     | 30 point         |                  |
| 6.               | Kobe Goossens     | Lotto-Soudal      | 26 point         |                  |
| 7.               | Giulio Ciccone    | Trek-Segafredo    | 20 point         |                  |
| 8.               | Francesco Gavazzi | Eolo-Kometa       | 17 point         |                  |
| 9.               | Alessandro Covi   | UAE Team Emirates | 17 point         |                  |
| 10.              | Vincenzo Albanese | Eolo-Kometa       | 16 point         |                  |

| Ungdomskonkurrence | Ungdomskonkurrence | Ungdomskonkurrence    | Ungdomskonkurrence | Ungdomskonkurrence |
| Rytter             | Rytter             | Hold                  | Tid                |                    |
| ------------------ | ------------------ | --------------------- | ------------------ | ------------------ |
| 1.                 | Egan Bernal        | Ineos Grenadiers      | 62t 13' 33"        |                    |
| 2.                 | Aleksandr Vlasov   | Astana-Premier Tech   | + 1' 57"           |                    |
| 3.                 | Remco Evenepoel    | Deceuninck-Quick Step | + 3' 52"           |                    |
| 4.                 | Daniel Martínez    | Ineos Grenadiers      | + 3' 54"           |                    |
| 5.                 | Tobias Foss        | Jumbo-Visma           | + 5' 37"           |                    |
| 6.                 | Attila Valter      | Groupama-FDJ          | + 7' 49"           |                    |
| 7.                 | João Almeida       | Deceuninck-Quick Step | + 8' 32"           |                    |
| 8.                 | Lorenzo Fortunato  | Eolo-Kometa           | + 28' 33"          |                    |
| 9.                 | Alessandro Covi    | UAE Team Emirates     | + 44' 14"          |                    |
| 10.                | Einer Rubio        | Movistar Team         | + 46' 52"          |                    |

| Ungdomskonkurrence | Ungdomskonkurrence | Ungdomskonkurrence    | Ungdomskonkurrence | Ungdomskonkurrence |
| Rytter             | Rytter             | Hold                  | Tid                |                    |
| ------------------ | ------------------ | --------------------- | ------------------ | ------------------ |
| 1.                 | Egan Bernal        | Ineos Grenadiers      | 62t 13' 33"        |                    |
| 2.                 | Aleksandr Vlasov   | Astana-Premier Tech   | + 1' 57"           |                    |
| 3.                 | Remco Evenepoel    | Deceuninck-Quick Step | + 3' 52"           |                    |
| 4.                 | Daniel Martínez    | Ineos Grenadiers      | + 3' 54"           |                    |
| 5.                 | Tobias Foss        | Jumbo-Visma           | + 5' 37"           |                    |
| 6.                 | Attila Valter      | Groupama-FDJ          | + 7' 49"           |                    |
| 7.                 | João Almeida       | Deceuninck-Quick Step | + 8' 32"           |                    |
| 8.                 | Lorenzo Fortunato  | Eolo-Kometa           | + 28' 33"          |                    |
| 9.                 | Alessandro Covi    | UAE Team Emirates     | + 44' 14"          |                    |
| 10.                | Einer Rubio        | Movistar Team         | + 46' 52"          |                    |

| Holdkonkurrence | Holdkonkurrence       | Holdkonkurrence | Holdkonkurrence |
| Hold            | Hold                  | Tid             |                 |
| --------------- | --------------------- | --------------- | --------------- |
| 1.              | Trek-Segafredo        | 86t 43' 31"     |                 |
| 2.              | Ineos Grenadiers      | + 10' 12"       |                 |
| 3.              | Movistar Team         | + 14' 53"       |                 |
| 4.              | Team BikeExchange     | + 18' 16"       |                 |
| 5.              | Team DSM              | + 19' 33"       |                 |
| 6.              | EF Education-Nippo    | + 27' 47"       |                 |
| 7.              | Jumbo-Visma           | + 29' 44"       |                 |
| 8.              | Deceuninck-Quick Step | + 37' 08"       |                 |
| 9.              | Bahrain Victorious    | + 42' 27"       |                 |
| 10.             | Groupama-FDJ          | + 51' 03"       |                 |

| Holdkonkurrence | Holdkonkurrence       | Holdkonkurrence | Holdkonkurrence |
| Hold            | Hold                  | Tid             |                 |
| --------------- | --------------------- | --------------- | --------------- |
| 1.              | Trek-Segafredo        | 86t 43' 31"     |                 |
| 2.              | Ineos Grenadiers      | + 10' 12"       |                 |
| 3.              | Movistar Team         | + 14' 53"       |                 |
| 4.              | Team BikeExchange     | + 18' 16"       |                 |
| 5.              | Team DSM              | + 19' 33"       |                 |
| 6.              | EF Education-Nippo    | + 27' 47"       |                 |
| 7.              | Jumbo-Visma           | + 29' 44"       |                 |
| 8.              | Deceuninck-Quick Step | + 37' 08"       |                 |
| 9.              | Bahrain Victorious    | + 42' 27"       |                 |
| 10.             | Groupama-FDJ          | + 51' 03"       |                 |